# Peniophora separans
Peniophora separans är en svampart som beskrevs av Burt 1926. Peniophora separans ingår i släktet Peniophora och familjen Peniophoraceae.   Inga underarter finns listade i Catalogue of Life.